# Matt Besler
Matt Besler (Overland Park, 11 februari 1987) is een Amerikaans voetballer die bij voorkeur als verdediger speelt. Hij debuteerde in 2009 in het betaald voetbal in het shirt van Sporting Kansas City.

## Clubcarrière
Besler werd in de 2009 MLS SuperDraft als achtste gekozen door de toenmalige Kansas City Wizards. Hij maakte zijn debuut op 28 maart 2009 tegen Colorado Rapids. Hij maakte zijn eerste doelpunt op 26 maart 2011. In datzelfde jaar maakte hij deel uit van de MLS All-Starselectie die het opnamen tegen Manchester United.
Beslers beste seizoen tot dan toe kwam in 2012 toen hij een belangrijke pion was in de defensie van Sporting Kansas City. Hij won met Kansas City de U.S. Open Cup en werd tot MLS Defender of the Year betiteld. Op 12 december 2012 tekende Besler een nieuw contract voor drie jaar bij Kansas City, waarmee hij geïnteresseerde clubs als Club América, Colo-Colo en Queens Park Rangers FC afsloeg. Op 7 december 2013 won hij met Sporting Kansas City de MLS Cup 2013.

## Interlandcarrière
Op 23 augustus 2012 werd Besler voor het eerst opgeroepen voor het voetbalelftal van de Verenigde Staten. Zijn debuut maakte hij echter op 29 januari 2013 in een vriendschappelijke interland tegen Canada. Op 28 juli 2013 won Besler met de Verenigde Staten de Gold Cup. Hij nam ook deel aan het WK voetbal 2014 waar hij elke wedstrijd een basisplaats had. De eerste groepswedstrijd tegen Ghana moest Besler vanwege een hamstringblessure vervangen worden door John Anthony Brooks. Dit bleek later een gouden wissel omdat Brooks de winnende goal scoorde.
| Interlands van Matt Besler          | Interlands van Matt Besler          | Interlands van Matt Besler          | Interlands van Matt Besler          | Interlands van Matt Besler          | Interlands van Matt Besler          | Interlands van Matt Besler          |
| №                                   | Datum                               | Wedstrijd                           | Uitslag                             | Soort wedstrijd                     | Doelpunten                          |                                     |
| Als speler bij Sporting Kansas City | Als speler bij Sporting Kansas City | Als speler bij Sporting Kansas City | Als speler bij Sporting Kansas City | Als speler bij Sporting Kansas City | Als speler bij Sporting Kansas City | Als speler bij Sporting Kansas City |
| ----------------------------------- | ----------------------------------- | ----------------------------------- | ----------------------------------- | ----------------------------------- | ----------------------------------- | ----------------------------------- |
| 1.                                  | 29 januari 2013                     | Verenigde Staten – Canada           | 0 – 0                               | Vriendschappelijk                   | 0                                   |                                     |
| 2.                                  | 26 maart 2013                       | Mexico – Verenigde Staten           | 0 – 0                               | Kwalificatie WK 2014                | 0                                   |                                     |
| 3.                                  | 29 mei 2013                         | Verenigde Staten – België           | 2 – 4                               | Vriendschappelijk                   | 0                                   |                                     |
| 4.                                  | 2 juni 2013                         | Verenigde Staten – Duitsland        | 4 – 3                               | Vriendschappelijk                   | 0                                   |                                     |
| 5.                                  | 7 juni 2013                         | Jamaica – Verenigde Staten          | 1 – 2                               | Kwalificatie WK 2014                | 0                                   |                                     |
| 6.                                  | 11 juni 2013                        | Verenigde Staten – Panama           | 2 – 0                               | Kwalificatie WK 2014                | 0                                   |                                     |
| 7.                                  | 18 juni 2013                        | Verenigde Staten – Honduras         | 1 – 0                               | Kwalificatie WK 2014                | 0                                   |                                     |

Bijgewerkt t/m 20 juli 2013

## Erelijst
Kansas City Wizards
- MLS Cup

2013